# Eois sordida
Eois sordida är en fjärilsart som beskrevs av W. Warren 1897. Eois sordida ingår i släktet Eois och familjen mätare. Inga underarter finns listade i Catalogue of Life.